# Entrevista de Guayaquil
La Entrevista de Guayaquil fue un encuentro de carácter privado ocurrido en dos fechas continuas, el 26 y 27 de julio de 1822, entre José de San Martín y Simón Bolívar en la ciudad de Guayaquil, siendo un punto de inflexión en el proceso independentista sudamericano.
El objetivo principal era definir cómo se culminaría la guerra de independencia, dado que los realistas se estaban reorganizando. Y qué debería pasar con los nuevos países independientes para asegurar y consolidar la independencia sudamericana. Esto teniendo en cuenta que las campañas libertadoras tuvieron formas distintas de ser llevadas por cada uno de sus líderes, siendo en el caso de la Gran Colombia una guerra declarada a muerte contra los realistas, que no aceptaba ambigüedades. 
Otro objetivo era tratar de la soberanía sobre la Provincia Libre de Guayaquil, cuya capital, Guayaquil, siendo parte del Virreinato del Perú fue liberada del dominio español en 1820 gracias a la sublevación de la guarnición de la ciudad, formada por el regimiento llamado de «Granaderos de Reserva del Cuzco», integrado por realistas peruanos originarios del Cuzco y habiéndose declarado independiente, mostraba fuertes vínculos de integrarse al Perú independiente.

## Antecedentes

### Real Cédula del 7 de julio de 1803
Debido a que el 28 de marzo de 1803 la Junta de Fortificaciones de América lo solicitó, el rey Carlos IV emitió la Real Orden del 7 de julio de 1803, por la cual en lo militar el Gobierno de Guayaquil empezó a depender Virreinato del Perú, mientras que la administración mercantil de la ciudad continuó bajo el Virreinato de Nueva Granada.

(...) debe depender el gobierno de Guayaquil del virrey de Lima y no del de Santa Fe, pues éste no puede darle, como aquel en los casos necesarios, los precisos auxilios, siendo el de Lima por la facilidad y la brevedad con que puede ejecutarlo, quien le ha de enviar los correos de tropas, dinero, pertrechos, armas y demás efectos de que carece aquel territorio; y por consiguiente, se halla en el caso de vigilar mejor, y con más motivo que el de Santa Fe, (...)

### Real Cédula del 10 de febrero de 1806
El rey dispuso que la agregación del gobierno de Guayaquil al Virreinato del Perú en lo mercantil además de lo militar:

En vista de lo que consultan Uds. en carta de 25 de marzo del año próximo anterior, sobre la provincia de Guayaquil, a consecuencia de la agregación al virreinato de Lima, debe depender de la parte mercantil de ese consulado o del de dicho Lima; se ha servido Su Majestad, declarar que la agregación es absoluta; y por consiguiente, que la parte mercantil debe depender del mencionado consulado de Lima y no de ése.

### Real Cédula del 23 de junio de 1819
Posteriormente, el 23 de junio de 1819, el Rey ordenó el regreso de Guayaquil a la Provincia de Quito, y de este al Virreinato de Nueva Granada (puesto que la provincia de Quito había sido anexado al Virreinato del Perú desde 1803 con el gobierno del virrey José Fernando de Abascal), aunque únicamente en el ámbito civil, mientras aun se mantuviera su administración militar con el Perú, pero la independencia la Gran Colombia y desaparición del Virreinato de Nueva Granada, impidió lograr el traslado.

Virrey Gobernador y Capitán General de las provincias del Perú y Presidente de mi Real Audiencia de Lima. Conformándose mi Augusto Padre, que esté en gloria, con lo que le propuso la Junta de Fortificaciones de América sobre la defensa de la plaza y puerto de Guayaquil (...); en cuya consecuencia he venido en declarar que estando ya restablecido el Virreinato de Santa Fé y en exercicio de sus funciones el Presidente y Audiencia de Quito á ésta toca atender en todas las causas así civiles y criminales del Gobierno de Guayaquil como en los asuntos de mi Real Hacienda, permaneciendo el mismo Gobierno sujeto en lo militar a ese Virrenato -del Perú-. Y para que esta mi Real determinación tenga su mas puntual cumplimiento, he resuelto preveniros, como por la presente mi Real Cédula os prevengo, dispongais inmediatamente la reposicion de la ciudad de Guayaquil y su provincia al ser y estado en que se hallaba antes de acordar en el año de 1810 vuestro antecesor el Marques de la Concordia su agregación a ese Virreinato. (...) Dada en Madrid á veinte tres de Junio de 1819. YO EL REY.10

### Campañas de independencia de Bolívar y San Martín
Motivados por la corriente emancipadora, las proclamas y la llegada del General José de San Martín con la Expedición Libertadora del Perú al norte del Perú y el control sobre el poderío naval español en el Pacífico gracias a la Campaña de Thomas Cochrane, el 9 de octubre de 1820, estalló  la sublevación de Guayaquil, bajo la dirección política de José Joaquín de Olmedo, declarando su independencia de España. Un mes después, en el mismo año, se creó una nueva nación denominada Provincia Libre de Guayaquil, con una constitución provisional.
Pero ante la amenaza del avance realista, Olmedo pidió colaboración a ambos libertadores San Martín y Simón Bolívar para asegurar la independencia de la ciudad y seguir la liberación de la Real Audiencia de Quito. Bolívar envió primero al mejor de sus generales, Antonio José de Sucre, con cientos de soldados en pro de la causa patriótica al litoral de Guayaquil, con el fin de atacar la retaguardia de Quito, desde mayo de 1821. 
Posteriormente, San Martín pudo preparar una división expedicionaria peruana al mando del coronel Andrés de Santa Cruz, que sin duda, fueron fundamentales para sellar la independencia de las provincias de Quito, Cuenca y Guayaquil y con ello de la Gran Colombia.
El 24 de mayo de 1822, las fuerzas independentistas unidas bajo el mando de Sucre derrotan a los realistas en la Pichincha y ocupan Quito el día siguiente. Quito y Cuenca se anexaron rápidamente a la Gran Colombia. Mientras tanto, Simón Bolívar presiona automáticamente a Guayaquil, con el fin de anexarla también. 
El presidente de Guayaquil, Olmedo, ratificó la decisión del pueblo guayaquileño de mantenerse independiente o de seguir unido al Perú y se negó a la integración colombiana, lo cual generó roces diplomáticos con el libertador Bolívar, y ante una eminente invasión, envió cartas al libertador San Martín para que interceda en el conflicto. El general José de La Mar, nacido en Cuenca, hoy Ecuador, y de esposa guayaquileña, abrazó la causa independentista poniéndose a órdenes de San Martín, entregando los fuertes realistas del Callao. A fines de 1821 visita a su familia en Guayaquil y es nombrado comandante general militar de la Provincia de Guayaquil por la Junta de Guayaquil. Luego de la victoria en la batalla de Pichincha y la toma de Quito, La Mar solicita al general José Antonio Álvarez de Arenales, Gobernador de la provincia de Trujillo y comandante en jefe de Andrés de Santa Cruz, para se ponga a disposición a la división peruana en Quito y bajen hacia el puerto Guayaquil. La orden fue dada y se generó una gran controversia con Sucre, que tenía el mando del ejército unido. Finalmente, el mismo San Martín intervino para no generar un división entre fuerzas independentistas y pide que se cancele la orden. Las tropas peruanas permanecieron en la sierra y no bajaron al litoral de Guayaquil.  
De otro lado, San Martín había convocado al Congreso Constituyente del Perú, el 27 de diciembre de 1821, cinco meses después de haber declarado, simbólicamente, la Independencia de Perú el 28 de julio de 1821. Sin embargo, la situación era complicada en Perú por las diferencias políticas ramificadas entre los patriotas, la insuficiencia militar y reclamos de sueldo atrasados, dado que Thomas Cochrane se retiró con una importante suma de caudales públicos y la negación del gobierno de las provincias de Buenos Aires de seguir financiando la campaña.
El 11 de julio de 1822, Simón Bolívar arribó a Guayaquil con un ejército de 2000 hombres aproximadamente y da un golpe de Estado, desconociendo al gobierno local y proclamándose «dictador».
Sin embargo, San Martín había escrito a Bolívar indicando que antes del 18 de julio saldría del Callao para desembarcar en Guayaquil y reunirse en Quito. José de San Martín llegó a la ciudad puerto, sólo con sus edecanes y escolta, al mando de Pedro Nolasco Fonseca, siendo recibido por Bolívar mostrando su autoridad militar, más que política, dado que las fuerzas colombianas tenían tomada la ciudad puerto.
Tanto Bolívar como el general José de San Martín estaban convencidos de que la definición de la independencia americana tenía que darse en suelo peruano, por lo que el propósito de Bolívar era llegar al Perú.

## Datos de la entrevista

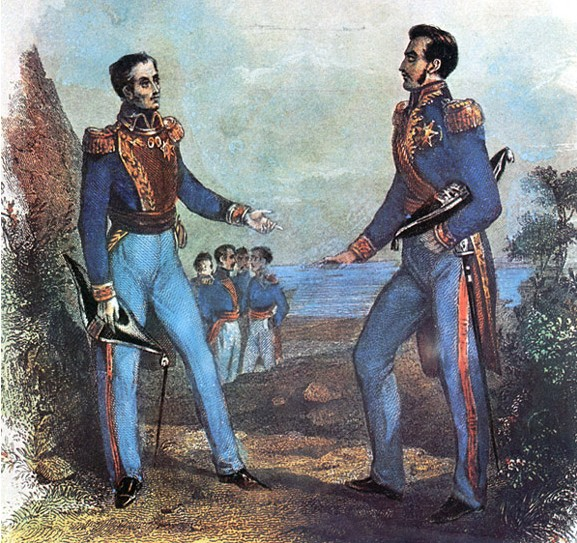
Recreación de San Martín y Bolívar durante la entrevista.

San Martín sostuvo una reunión con Bolívar, a solas y sin testigos, donde trataron principalmente dos cuestiones: el destino de la Provincia de Guayaquil, y el final de la campaña contra los realistas, cuya definitiva etapa debía librarse en el recientemente independiente Perú, ya que en zonas de la sierra peruana se encontraban los últimos reductos de los ejércitos realistas instalados en Sudamérica. Sin embargo, varios historiadores sostienen que el tema fundamental del encuentro fue el futuro del Perú, según consta en una carta dirigida a Sucre, en donde el escribano de Bolívar indica:
S. E. (Su Excelencia) el Libertador no ha dejado de pensar un instante en la suerte del Perú desde que tuvo la entrevista en Guayaquil con el general San Martín.
En 2013, el historiador colombiano Armando Martínez encontró en el Archivo Nacional del Ecuador en Quito una carta escrita por el general José Gabriel Pérez, quien se desempeñó como secretario general de Bolívar en la campaña del sur. Al parecer, Bolívar le ordenó a Pérez que le escribiera una carta a Antonio José de Sucre (entonces intendente de Quito) haciéndole un resumen de la entrevista. La carta permaneció perdida por casi dos siglos debido a que fue erróneamente archivada. En esta carta, Pérez afirma que, al contrario de todo lo dicho, el encuentro entre San Martín y Bolívar fue cordial. De igual manera la reunión no giró en torno a si Guayaquil debía ser independiente o anexarse a Colombia, sino al futuro de Perú; de hecho, el viejo general austral sabía que Bolívar y sus tropas habían ya resuelto esta discusión a su favor. 
los dos libertadores estuvieron en desacuerdo sobre el tipo de gobierno que debía regir en el Perú independiente. San Martín, según Pérez, se quejó «mucho del mando y sobre todo de sus compañeros de armas que últimamente lo habían abandonado en Lima. Aseguró que iba a retirarse a Mendoza; que había dejado un pliego anexo para que lo presenten al Congreso renunciando al Protectorado (de Lima) y que también renunciaría a la reelección que contaba se haría en él; que luego de ganar la primera victoria se retiraría del mando militar sin esperar a ver el término de la guerra; pero añadió que antes de retirarse pensaba dejar bien puestas las bases del gobierno, que no debía ser democrático porque en el Perú no conviene y dijo que debería venir de Europa un príncipe solo y aislado a mandar».
Bolívar se opuso y dijo que ni a América ni a Colombia le convenía introducir príncipes europeos, que eran ajenos a las masas y que se opondría a ello, salvo que el pueblo decidiera algo así. Frente a esta oposición y a la defensa que Bolívar hizo de la democracia y del Congreso de Angostura, San Martín dijo que el principado podría venir después.
San Martín elogió la idea de crear la Federación de los Estados Americanos, que Chile no tendría problema en entrar pero sí Buenos Aires, y se ofreció a tramitar un arreglo de límites entre Colombia y Perú. Al final, tras ofrecer toda su ayuda en espera que Colombia hiciera lo mismo con Perú, el Protector dejó en claro que la reunión fue una visita sin carácter oficial y sin ningún objeto político y militar.
Otro tema polémico era quién conduciría el nuevo ejército libertador que resultaría de la unión de las tropas comandadas por ambos. Sin embargo, los dos hombres no pudieron llegar a un acuerdo, a pesar de sus objetivos comunes y el respeto mutuo. San Martín incluso propuso que lo dirigiera Bolívar, pero éste dijo que nunca podría tener a un general de la calidad y la capacidad de San Martín como subordinado.
Tras su encuentro, a Bolívar le quedó claro que San Martín no tenía ni las fuerzas ni el apoyo militar para asumir la victoria final sobre los españoles, que tenían una fuerza importante en el virreinato más rico y contaban con una aristocracia poco alineada a las ideas republicanas. Como había que neutralizar esta amenaza, Bolívar decidió reclutar a cuatro mil nuevos hombres que se unieron al Ejército de cinco mil veteranos que había llevado, para ir al Perú y al Alto Perú. Dos años después, la Batalla de Ayacucho y el Combate de Tumusla pusieron fin a la guerra contra los españoles.

### El Destino de Guayaquil
Al desembarcar San Martín en Guayaquil, a las 9 de la mañana del 26 de julio de 1822, de la goleta Macedonia. Las palabras de Bolívar no pudieron ser más elocuentes para sacar de la agenda el tema del destino de Guayaquil. "Suelo colombiano te recibe" le dijo. Asimismo en la carta-informe de Bolívar a Santander señala que San Martín le dijo que "no se había mezclado en los enredos de Guayaquil"; con lo cual denota su renuncia a modelar a su favor a la opinión pública. San Martín, en diversas cartas y documentos, ya había señalado que debía ser el sentir de la opinión pública la que guiara la conducta política de los libertadores y, por tanto, creía que el destino de las naciones debían expresarlo los ciudadanos reunidos en cabildo abierto. Según su edecán Rufino Guido, San Martín confiaba en que la opinión pública guayaquileña se resistiera a la anexión colombiana y que defendiera su opción ya declarada en favor de Perú. Y el hecho de que San Martín no aludiera al destino de Guayaquil probablemente se debió a que había problemas mucho más graves a este, pues su objetivo era lograr el apoyo total de Bolívar para acabar la guerra de independencia. Muy diferente fue la postura de Bolívar, quien siempre trató de modelar la opinión pública a su favor.

### El desenlace
Según una de las versiones de este encuentro, la noche del 27 de julio de 1822 Bolívar agasajó a San Martín con un banquete. Bolívar propuso un brindis "Por los dos hombres más grandes de la América del Sur: el general San Martín y yo", mientras que San Martín brindó "Por la pronta conclusión de la guerra; por la organización de las diferentes Repúblicas del continente y por la salud del Libertador de Colombia."
A mitad del banquete, y bajo un estricto secreto de todo lo conversado, tal cual lo convenido, San Martín se retiró hacia el muelle, y se embarcó hacia el Perú, dejando en manos de Bolívar parte de su ejército.

## Eventos posteriores
La anexión obligada de la Provincia Libre de Guayaquil a la Gran Colombia, provocó el autoexilio de Olmedo y La Mar junto con otras 200 familias ilustres de la ciudad hacía Lima. Olmedo en una conmovedora misiva le hizo conocer a Bolívar su desacuerdo con las medidas adoptadas con su pueblo.  El 31 de julio de 1822, Santiago de Guayaquil declaró su anexión a la Gran Colombia y con ella también el resto de la nación guayaquileña. En ese cabildo abierto se decidió la incorporación a la Gran Colombia, con casi todos presentes siendo de las huestes de Bolívar. Los guayaquileños ilustres partían al auto-exilio temiendo por sus vidas.
El Congreso Peruano fundador empezó a funcionar, majestuosamente, habiéndose elegido 79 diputados, el 20 de septiembre de 1822, siendo uno de sus diputados José Joaquín de Olmedo. Luego de la instalación y en la misma fecha, este Congreso ofreció al general José de San Martín poderes dictatoriales, los cuales rehusó. Se varió el ofrecimiento al de Fundador de la Libertad del Perú y Generalísimo de las Armas, título que fue aceptado por el general San Martín, aunque de manera honorífica. El Congreso ya instalado eligió como su Presidente al religioso Francisco Xavier de Luna Pizarro.
Al llegar San Martín a Perú se retiró de todos los campos. Acompañado por una pequeña escolta y un ayudante, esa misma noche, montado a caballo, se dirigió a Ancón, al norte de Lima. Era el 20 de septiembre de 1822, el mismo día de la instalación del Primer Congreso Constituyente de la República del Perú. En la madrugada del día 22 de septiembre, en el bergantín «Belgrano», se embarcó rumbo a Valparaíso.
El Protectorado de San Martín fue sucedido por una Junta de Gobierno, un triunvirato, integrado por el general José de La Mar, el comerciante Felipe Antonio Alvarado y el conde Manuel Salazar y Baquíjano. El Primer Congreso Constituyente promulgó el 12 de noviembre de 1822, la Primera Constitución Política de la República del Perú, de clara tendencia liberal. Fue una constitución efímera; ahora que San Martín había desaparecido de la escena, Bolívar esperó el momento más adecuado para aceptar dirigir sus fuerzas en ayuda del Perú, con los fracasos tanto de la primera como de la segunda campaña de puertos intermedios. Así, a la llegada de Simón Bolívar, el 1 de septiembre de 1823, el propio Congreso Constituyente, tuvo que suspender sus efectos para poder dar plenos poderes dictatoriales a Bolívar.

## En la ficción
La entrevista de Guayaquil inspiró a Jorge Luis Borges a escribir el cuento Guayaquil publicado en El informe de Brodie (1970), en donde explora la posible relación psicológica entre San Martín y Bolívar.
En 2016 se estrenó la película argentina El encuentro de Guayaquil del director Nicolás Capelli y protagonizada por Pablo Echarri, en el papel de San Martín, Anderson Ballesteros, como Bolívar.